# Мінто (Аляска)
Мінто (англ. Minto) — переписна місцевість (CDP) в США, в окрузі Юкон-Коюкук штату Аляска. Населення — 150 осіб (2020).

## Географія
Мінто розташоване за координатами 65°5′23″ пн. ш. 149°35′25″ зх. д. / 65.08972° пн. ш. 149.59028° зх. д. (65.089640, -149.590220).  За даними Бюро перепису населення США в 2010 році переписна місцевість мала площу 352,68 км², з яких 343,45 км² — суходіл та 9,23 км² — водойми.

## Демографія
Згідно з переписом 2010 року, у переписній місцевості мешкало 210 осіб у 65 домогосподарствах у складі 43 родин. Густота населення становила 1 особа/км².  Було 94 помешкання (0/км²).
Расовий склад населення:
| - 90,5 % — корінних американців - 4,3 % — білих |

До двох чи більше рас належало 4,8 %. Частка іспаномовних становила 0,5 % від усіх жителів.
За віковим діапазоном населення розподілялося таким чином: 29,0 % — особи молодші 18 років, 61,5 % — особи у віці 18—64 років, 9,5 % — особи у віці 65 років та старші. Медіана віку мешканця становила 29,6 року. На 100 осіб жіночої статі у переписній місцевості припадало 128,3 чоловіків;  на 100 жінок у віці від 18 років та старших — 144,3 чоловіків також старших 18 років.
Середній дохід на одне домашнє господарство  становив 40 330 доларів США (медіана — 32 250), а середній дохід на одну сім'ю — 50 016 доларів (медіана — 38 750). Медіана доходів становила 34 375 доларів для чоловіків та 37 500 доларів для жінок. За межею бідності перебувало 19,1 % осіб, у тому числі 22,2 % дітей у віці до 18 років та 37,5 % осіб у віці 65 років та старших.
Цивільне працевлаштоване населення становило 79 осіб. Основні галузі зайнятості: освіта, охорона здоров'я та соціальна допомога — 27,8 %, публічна адміністрація — 25,3 %, транспорт — 16,5 %.